# Фаюмські портрети
Фаюмські портрети — поховальні портрети в Елліністичному Єгипті I—III століть створені в техніці енкаустики. Свою назву отримали за місцем першої великої знахідки в Фаюмській оазі в 1887 році британською експедицією на чолі з Фліндерсом Пітрі. Є елементом видозміненої під грецьким впливом місцевої похоронної традиції: портрет замінює традиційну поховальну маску на мумії. Знаходяться в колекції багатьох музеїв світу, в тому числі Британського музею, Лувру, Музеї Метрополітен. Московський музей образотворчих мистецтв імені Олександра Пушкіна володіє зібранням із 23 похоронних фаюмських портретів, виявлених в Єгипті в 1870-ті роки, що дає можливість простежити розвиток цього жанру протягом чотирьох століть (з I по IV століття).

## Історія досліджень

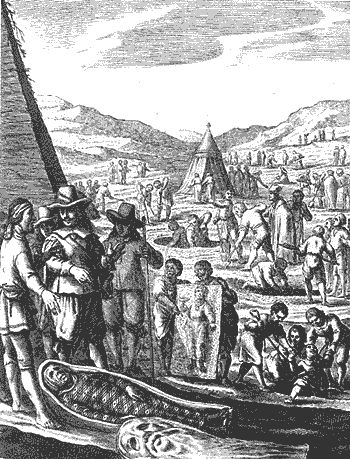
Гравюра 1674 року зображує знайдені П'єтро делла Валле мумії в Саккарі

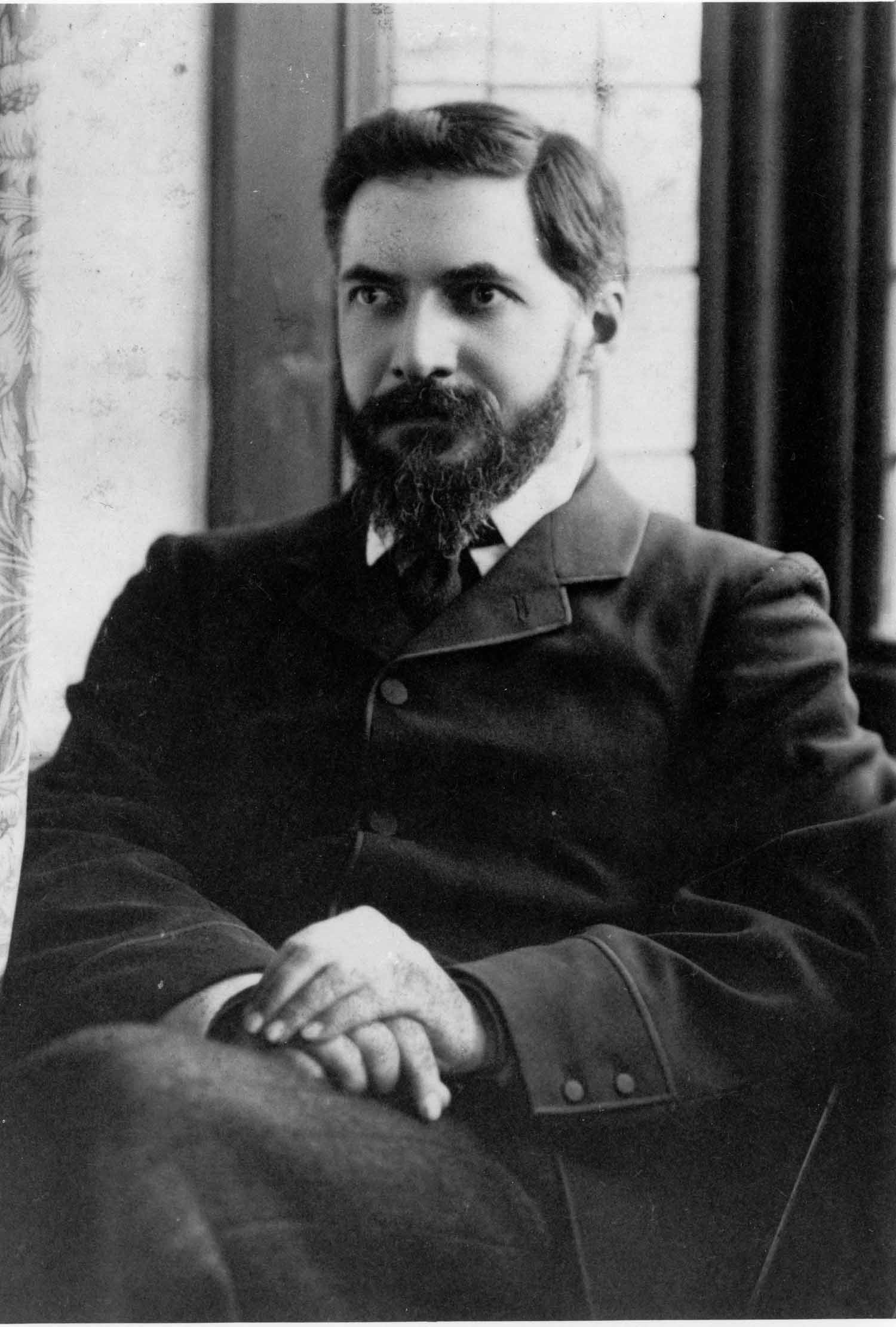
Фліндерс Пітрі

Нині відомо близько 900 поховальних портретів. Більшість з них були знайдені в некрополі Фаюма. Завдяки сухому єгипетському клімату багато портретів дуже добре збереглися, навіть фарби виглядають у більшості випадків ще свіжими.
Вперше поховальні портрети були описані в 1615 році італійським дослідником П'єтро делла Валле під час його перебування в оазі Саккара-Мемфіс. Він привіз два з них до Європи, сьогодні вони знаходяться в колекції Державного художнього зібрання Дрездена. Незважаючи на постійне зростання інтересу до Стародавнього Єгипту, поховальні портрети знову привернули до себе увагу лише на початку XIX в. До теперішнього часу не збереглося інформації, звідки родом були перші знахідки: можливо, це були знову Саккара або Фіви. Завдяки Леону де Лаборде в 1827 році в Європі з'явилися два нових поховальних портрета, нібито знайдених в Мемфісі, один з яких зберігається сьогодні в Луврі, а другий — в Британському музеї.
Ще в 1820 році Генрих Мінутолі на замовлення німецького уряду придбав кілька поховальних портретів, які, однак, пропали разом з іншими єгипетськими артефактами при аварії корабля в Північному морі. Іпполіто Розеліні привіз до Флоренції з експедиції Жан-Франсуа Шампольйона в Мемфісі в 1828—1829 роках похоронний портрет невідомого походження, схожий на обидва портрети, привезених Лаборде з Мемфіса. В 1820-ті роки через генерального консула Великої Британії в Єгипті Генрі Салті кілька портретів потрапили в Париж і Лондон. Помилково деякі із зображених на портретах людей вважалися членами сім'ї багаторазово згадуваного в письмових джерелах фіванського архонта Полліоса Зотера.
Минуло досить багато часу, перш ніж з'явилися відомості про нові знахідки. Перше подібне повідомлення з'явилося в 1887 році і носило скоріше прикрий для науки характер. Данієль Марі Фуке дізнався про знахідку портретів в одному з гротів. Через кілька днів він відправився в дорогу, щоб перевірити цю інформацію, але прибув занадто пізно. Майже всі виявлені портрети були використані для розпалювання багать в холодні ночі в пустелі. Йому дісталися лише два з п'ятдесяти знайдених портретів. Про місце знахідки також нічого не відомо. Ймовірно, мова може йти про ер-Рубайя, де віденський торговець антикваріатом Теодор Граф деякий час по тому знайшов кілька портретів і спробував привернути до них увагу громадськості, щоб підняти на них ціну. Йому вдалося зацікавити відомого лейпцизького єгиптолога Георга Еберса для опублікування наукових статей про свої знахідки. Ґрунтуючись на матеріалах публікацій, він намагався продати свої знахідки по всій Європі. Хоча про місце і час знахідки було відомо небагато, на підставі інших знайдених предметів — в першу чергу, монет з портретами — він приписував знайдені портрети відомим правителям з династії Птолемеїв і їх родичам. Хоча його затвердження і не підкріплювалися ніякими фактами, портрети привернули до себе увагу завдяки підтримці деяких учених, як, наприклад, Рудольф Вірхов. Про портрети заговорили. Наприкінці XIX ст. портрети завдяки своїй особливій естетиці, користувалися великим успіхом як предмети колекціонування та широко продавалися по всій Європі.
Наукові дослідження теж не стояли на місці. У тому ж 1887 році Фліндерс Пітрі почав розкопки в Хаварі, де крім іншого виявив некрополь, з якого був витягнутий 81 похоронний портрет. Похоронні портрети знаходилися в центрі уваги лондонської виставки. Пізніше Пітрі продовжив розкопки на тому ж місці, але зіткнувся з конкуренцією з боку німецьких і єгипетських торговців творами мистецтва. Взимку 1910—1911 роках Пітрі під час розкопок виявив ще 70 похоронних портретів, які перебували, однак, в поганому стані. Знахідки Пітрі є, за деяким винятком, досі єдиним прикладом систематичного підходу в розкопках поховальних портретів і подальшого опублікування результатів цих знахідок. Хоча ці публікації з сьогоднішньої точки зору залишають багато відкритих питань, вони все ж є найважливішим джерелом вивчення обставин виявлення похоронних портретів. У 1892 році німецький археолог фон Кауфман відкрив так звану Гробницю Аліни, в якій знаходилися деякі з найвідоміших на сьогодні похоронних портретів.
Хоча багато з цих зображень були знайдені в оазі Фаюм (Hawara звана також Арсиноя або Крокодилополь), проте портрети на муміях були також виявлені і в інших некрополях, включаючи некрополі в Мемфісі (Саккара), Філадельфії (Er-Rubayat і 'Kerke'), Антіноополі, Панополі (Ахмім), Марина Ель-Аламейні, Фівах і Ель-Хібе (Анкіронополь). Проте всі вони зараз відомі під ім'ям фаюмських портретів.

## Матеріали, спосіб виготовлення і деталі

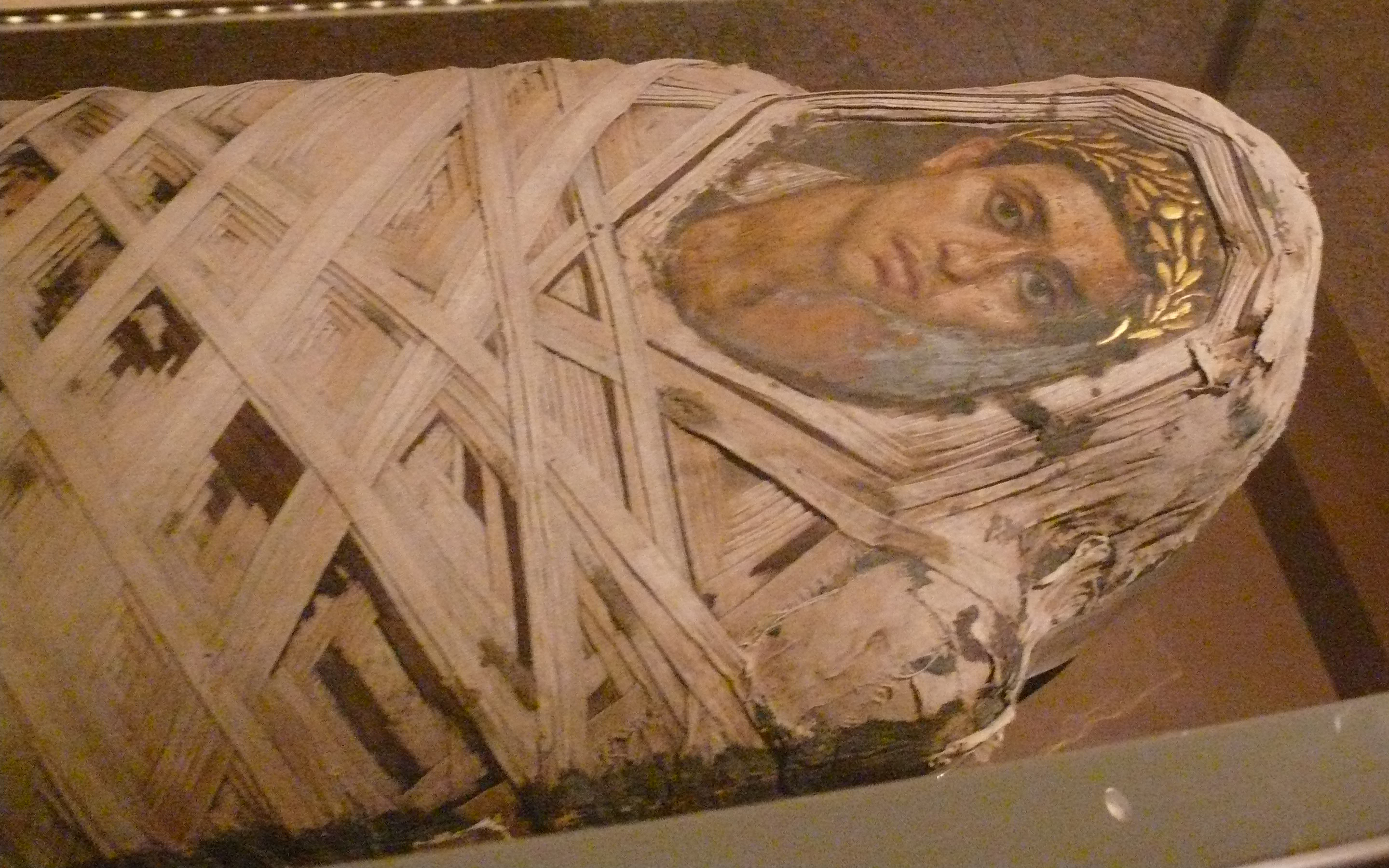
Фаюмський портрет на обличчі мумії, Метрополітен-музей

Ранні фаюмські портрети виконані в техніці енкаустики (від грецького слова ἐγκαίω — випалюю), дуже поширеної в той час. Це восковий живопис розплавленими фарбами, яку відрізняє об'ємистий (пастозність) мазок. Напрямок мазків звичайно наслідує форми обличчя — на носі, щоках, підборідді і в контурах очей фарби накладалися щільним шаром, а контури обличчя та волосся писалися більш рідкими фарбами. Картини, виконані цим способом, відрізняє рідкісна свіжість кольору і вони надиво довговічні. Треба відзначити, що гарній збереженості цих творів сприяв і посушливий клімат Єгипту.
Важлива особливість фаюмських портретів — використання найтоншого сусального золота. На деяких портретах позолоченим був весь фон, на інших — золотом виконані тільки вінки або головні пов'язки, іноді підкреслені коштовності та деталі одягу.
Основа портретів — деревина різних порід: місцевих (платан, липа, смоква, тис) та імпортованих (кедр, сосна, ялина, кипарис, дуб). Деякі портрети виконані на заґрунтованому клеєм полотні.
Приблизно з другої половини II століття в портретах починає переважати воскова темпера. Пізні портрети III—IV століть написані виключно темперою — технікою, при якій барвисті пігменти змішуються з розчинними у воді єднальними, часто для цього використовується тваринний клей або жовток курячого яйця. Темперні портрети виконані на світлих або темних фонах сміливими ударами пензля і найтоншим штрихуванням. Їхня поверхня матова, на відміну від глянцевої поверхні картин, виконаних енкавстикою. Обличчя на темперних портретах зазвичай показані фронтально та проробка світлотіні менш контрастна, ніж в енкавстичних панелях.
Крім того, деякі групи портретів були створені у змішаній техніці темпери й енкаустики.
На фаюмських поховальних портретах можна побачити різні зачіски. Вони надають неоціненну допомогу при датуванні. У більшості своїй усі померлі були зображені із зачісками, що відповідають моді свого часу. Численні аналогії існують у зачісках скульптурних портретів.

## Культурно-історичний контекст

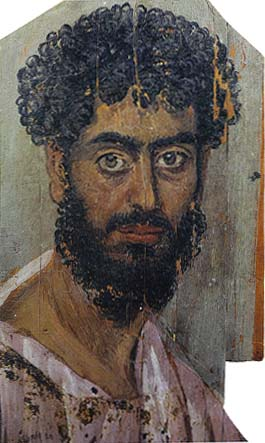
Невідомий (фаюмський портрет), 2 ст. н. е. Каїрський єгипетський музей

Греки становили значну частину населення Фаюма. Вони з'явилися тут після завоювання Єгипту Александром Македонським. У результаті природної асиміляції вони перейняли багато чого зі звичаїв єгиптян, також, як і римляни, які прибули сюди після смерті Клеопатри і анексії Єгипту Римом в 30 до н. е.
Хоча населення міста було змішаним — єгиптяни, греки, сирійці і римляни, але єгиптяни були, головним чином, торговцями, ремісниками, слугами і рабами. Багату ж і знатну частину жителів складали іноземці, деякі з них були римськими посадовими особами, а інші — нащадками Птолемеївських греків. Про це свідчать збережені могили і мумії, покриті позолоченими масками, — в основному на них написані грецькі і римські імена, такі як Artemidorus, Demetrius, Titus та інші.

## Значення для мистецтва
Фаюмські портрети — найкращі збережені зразки античного живопису. Вони зображують особи мешканців стародавнього Єгипту в Елліністичний період і Римський період (I—III століття нашої ери).
Після завоювання Єгипту Александром Македонським час правління фараонів завершилося. У період правління династії Птолемеїв — спадкоємців імперії Александра, відбулися значні зміни в мистецтві та архітектурі. Поховальний портрет — унікальна художня форма свого часу — процвітав в Єгипті доби еллінізму. Стилістично пов'язані з традиціями греко-римського живопису, але створені для типово єгипетських потреб, якими замінено похоронні маски мумій, фаюмські портрети — разюче реалістичні зображення чоловіків і жінок різного віку.

## Галерея

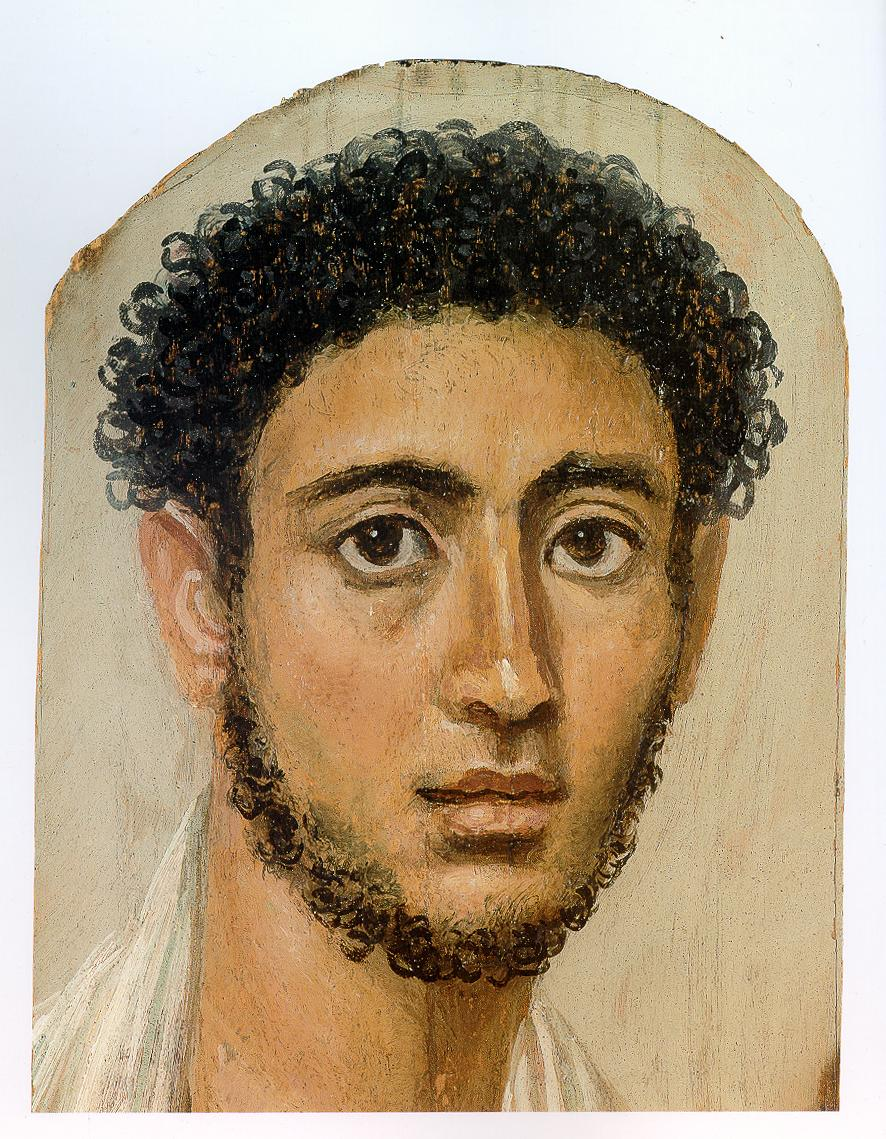
Портрет молодого чоловіка, Державне античне зібрання, Мюнхен
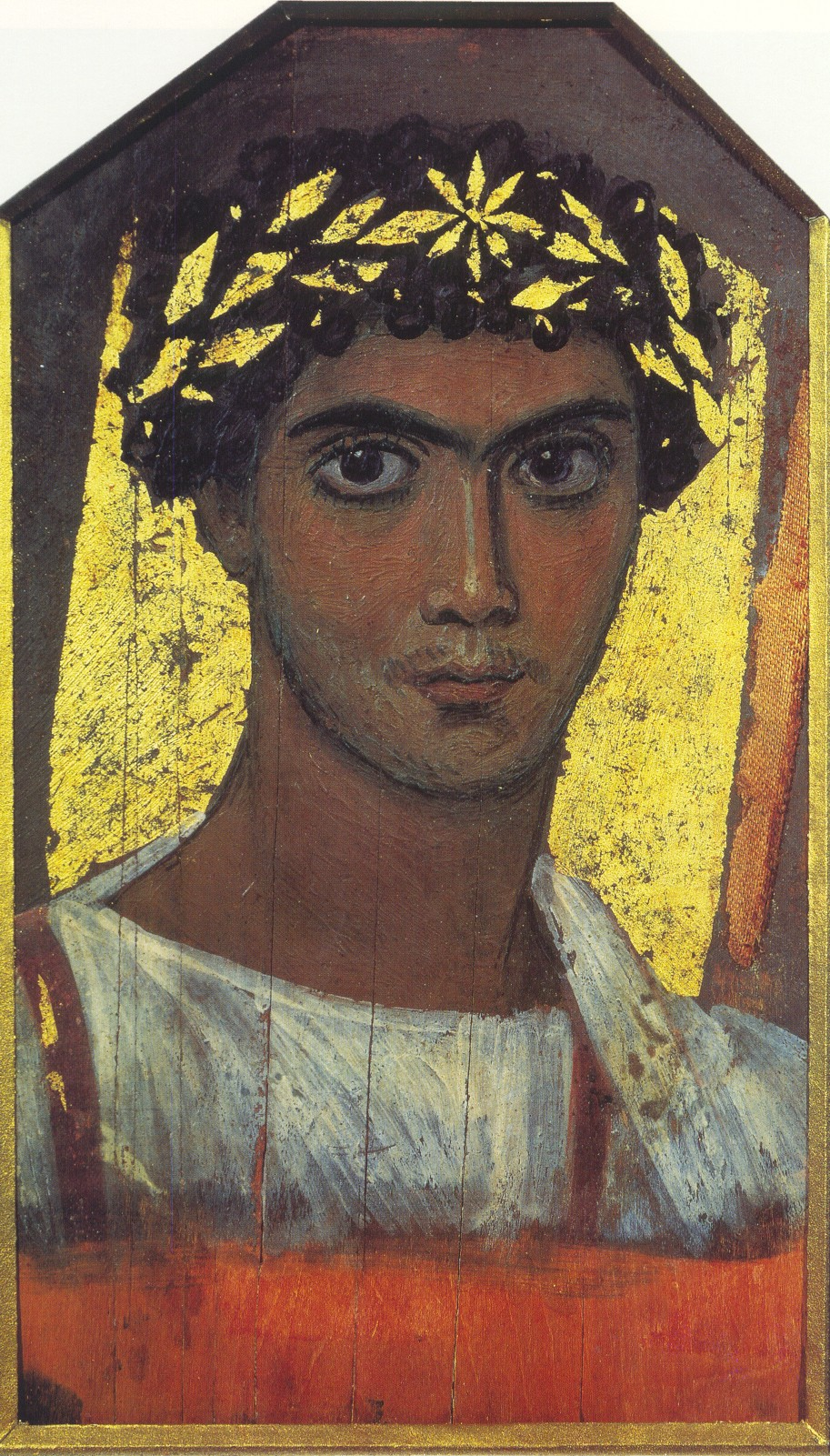
Портрет чоловіка із золотим вінцем, Музей образотворчих мистецтв імені Пушкіна
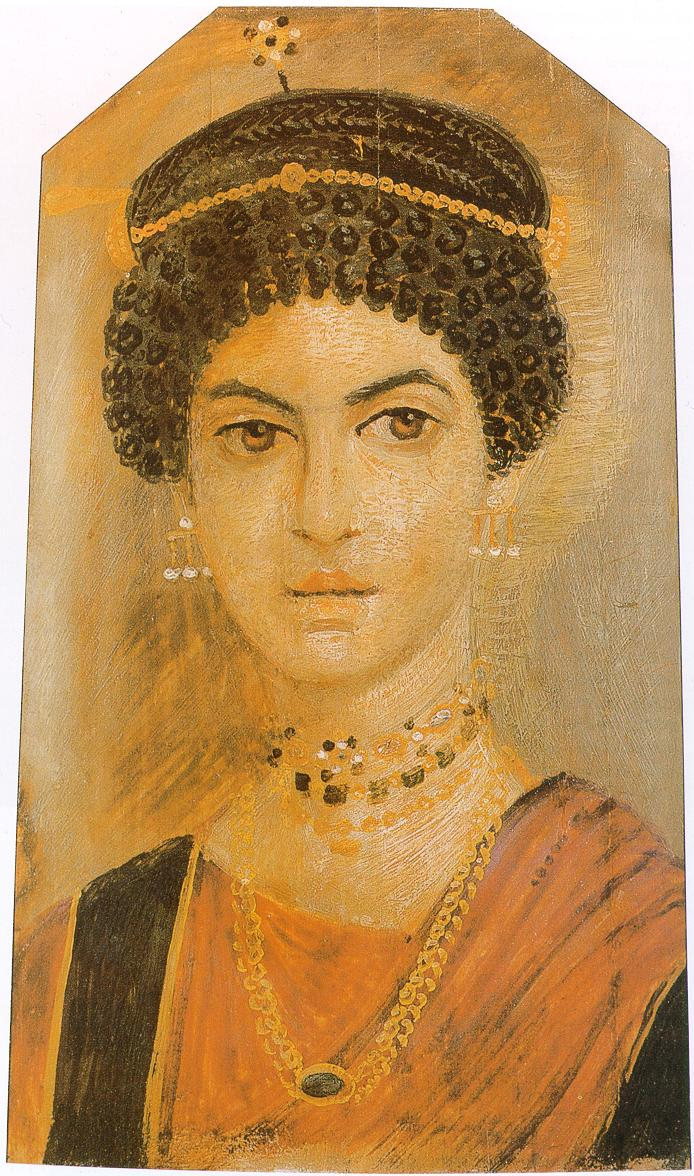
Портрет жінки у червоному хітоні, Національний музей Шотландії
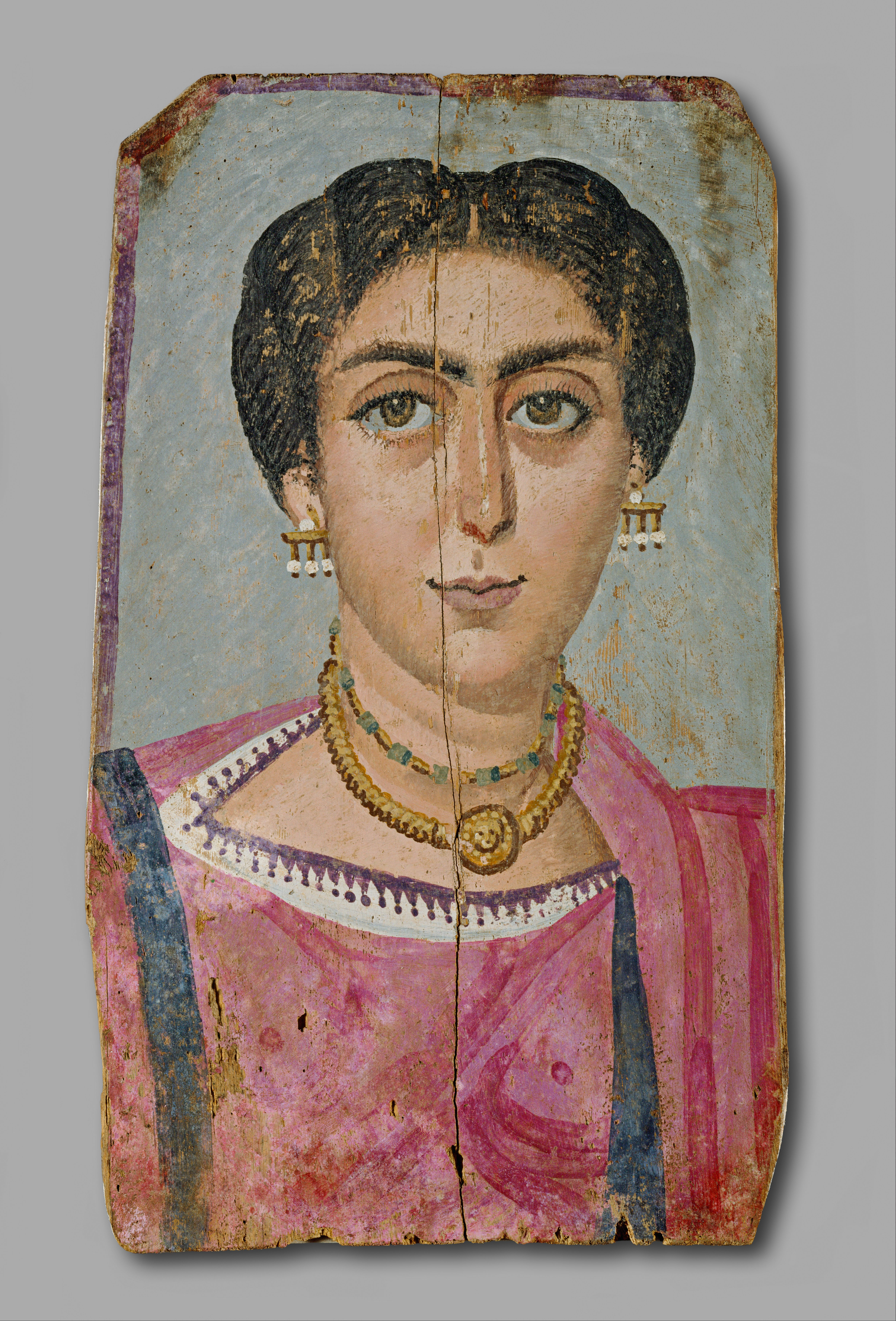
Жінка з намистом,  Музей історії мистецтв , Відень
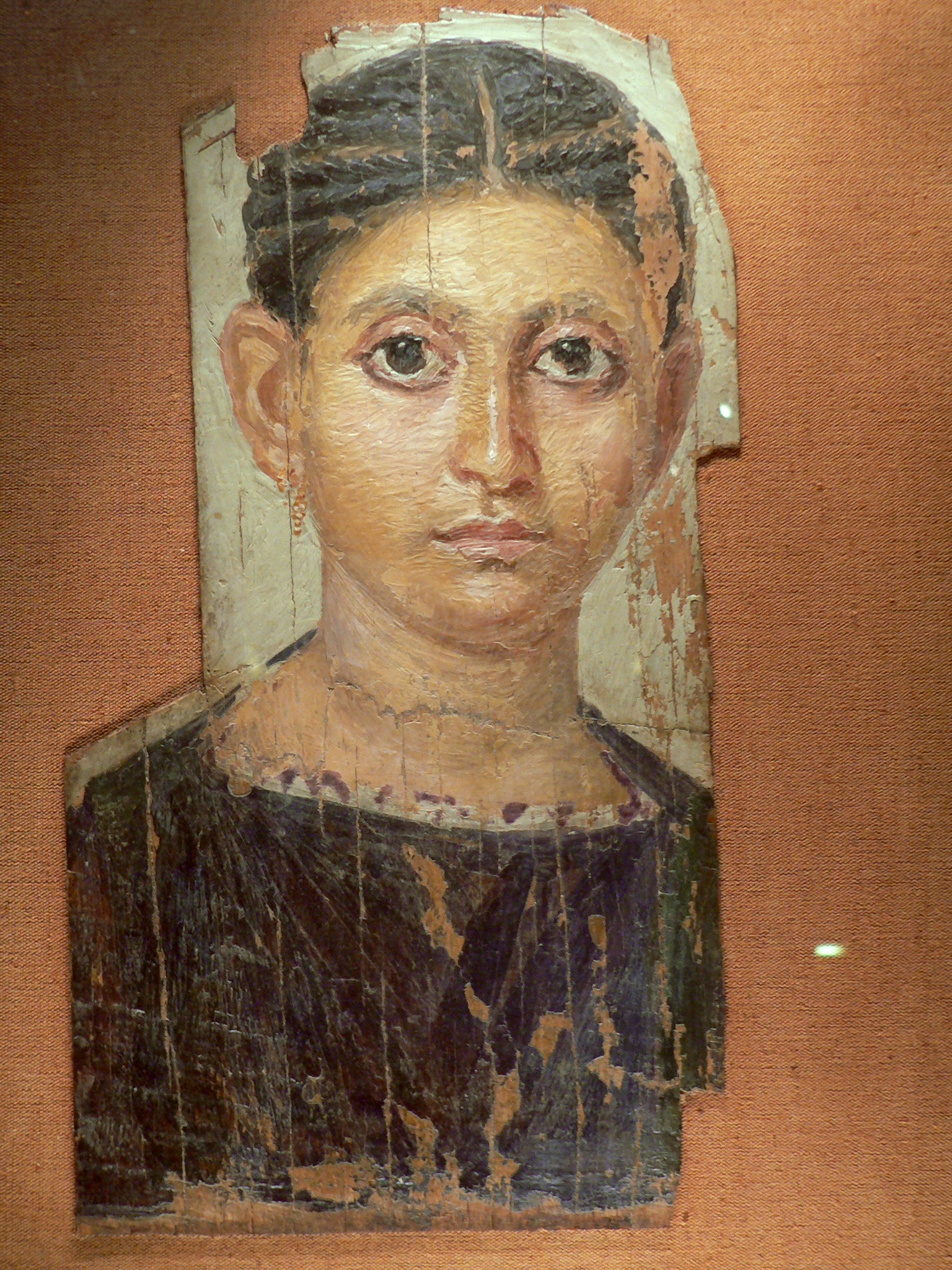
Портрет дівчинки, Лувр, Париж
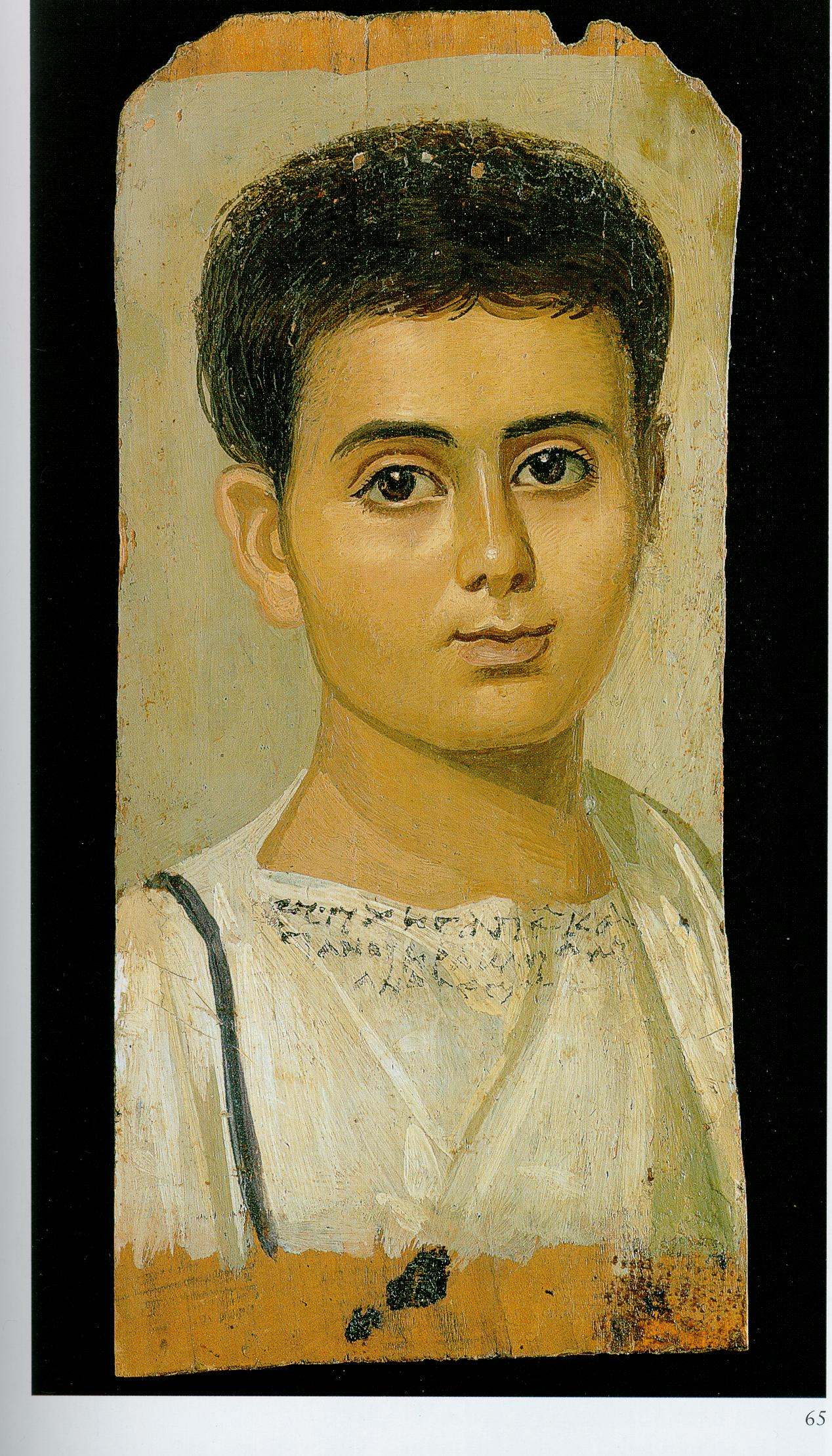
Портрет хлопчика, Музей мистецтва Метрополітен
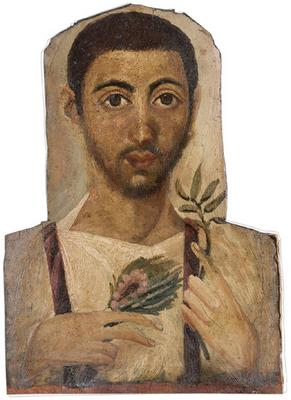
Портрет чоловіка з гілкою, Діжонський музей образотворчого мистецтва
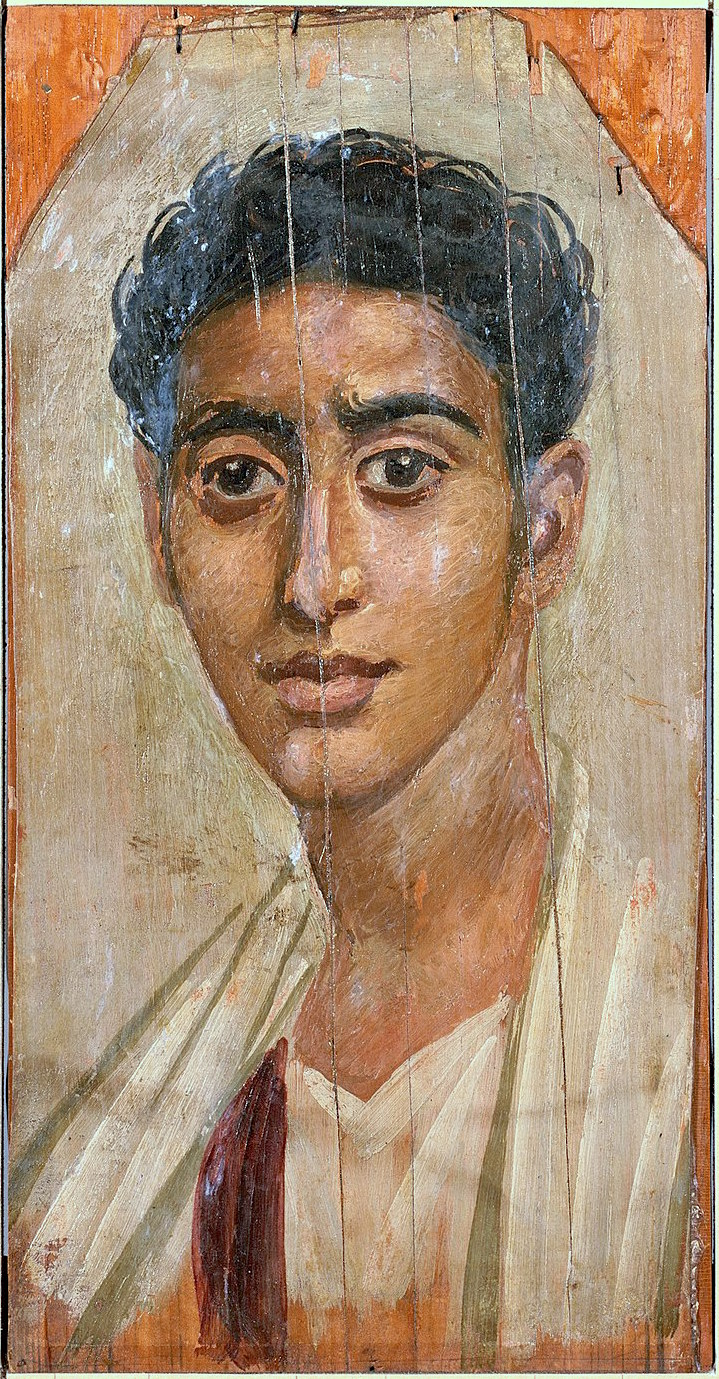
Портрет юнака, Художній музей Волтерс
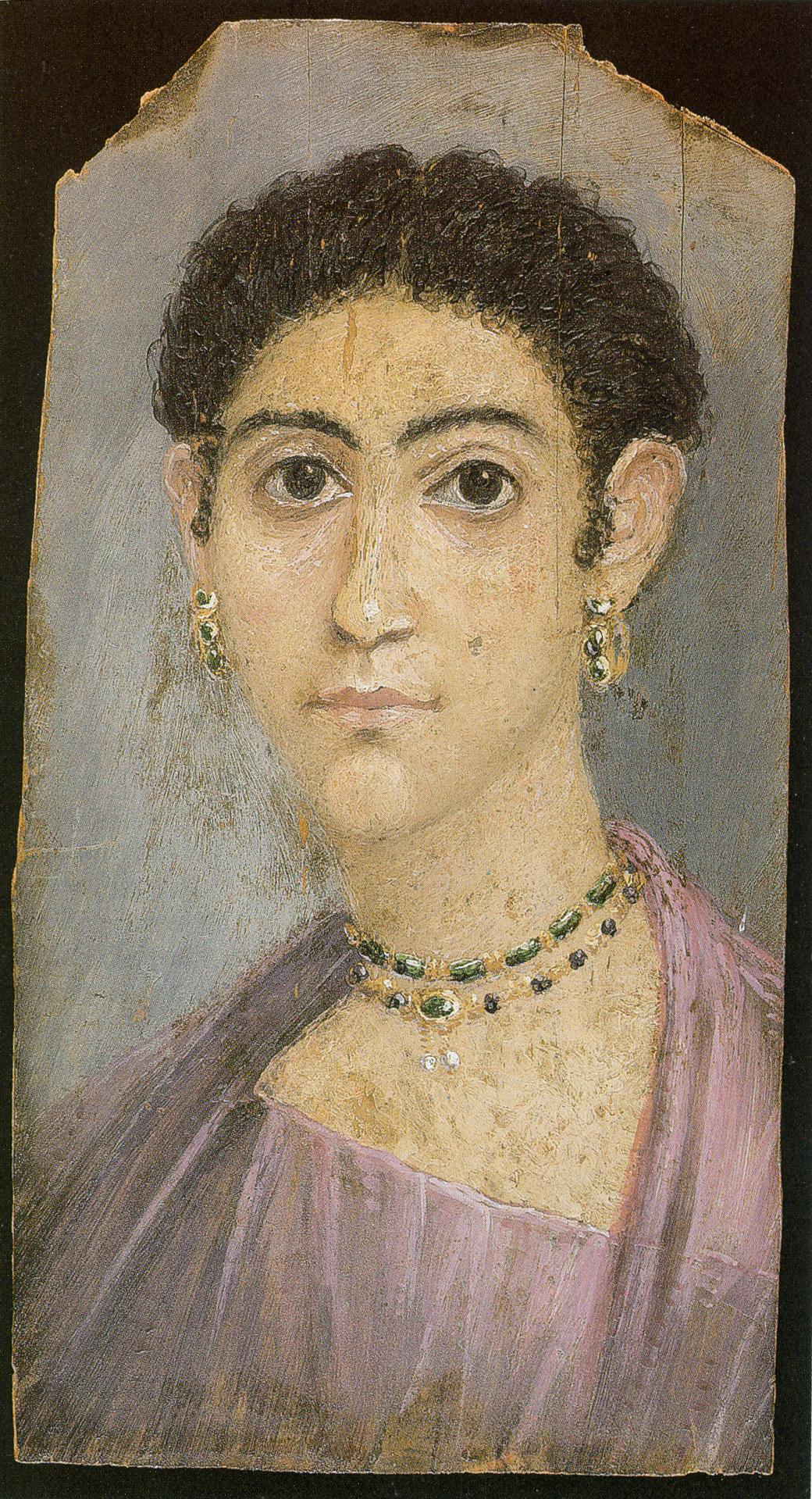
Жінка у бузковому хітоні, Британський музей, Лондон
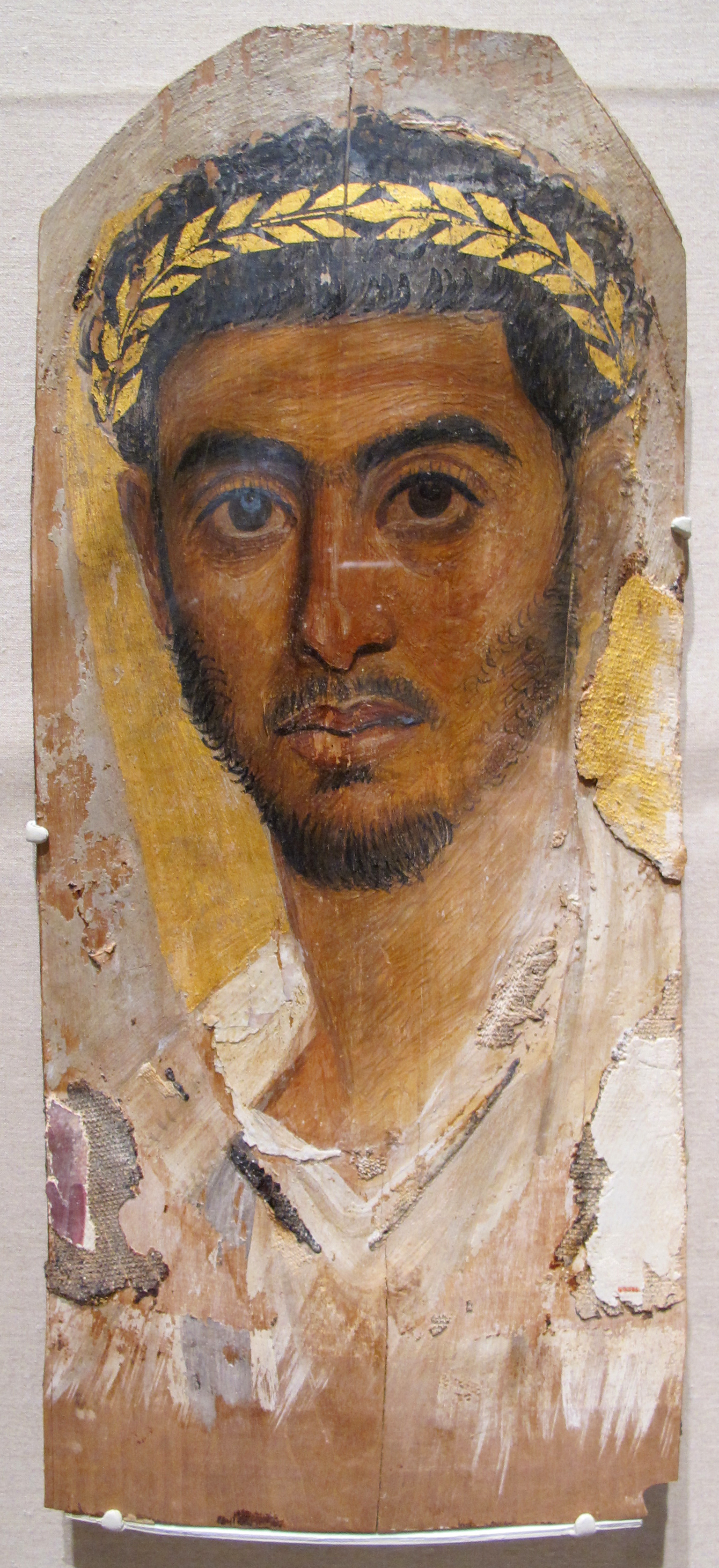
Портрет юнака, Бруклінський музей, Нью-Йорк
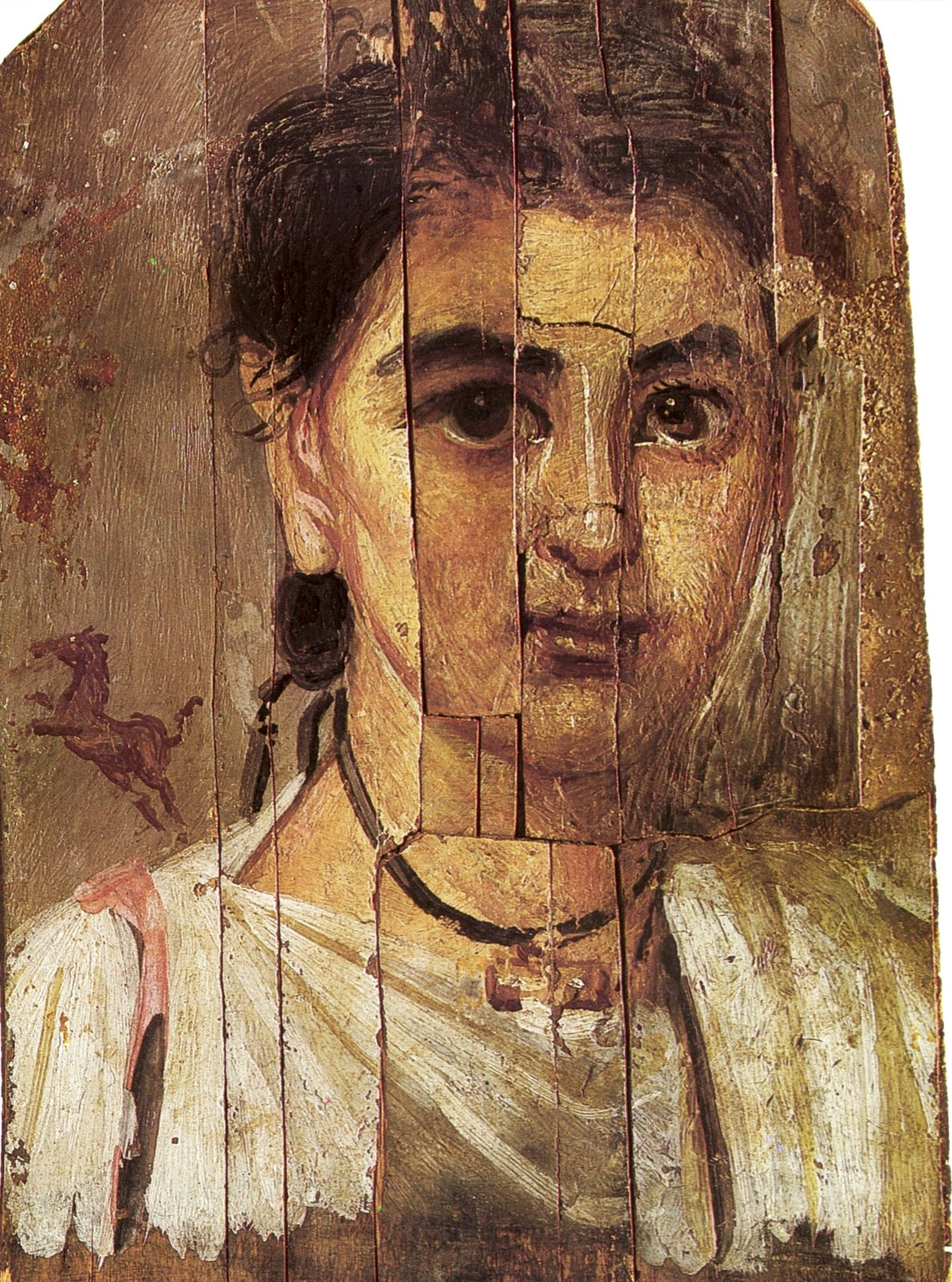
Портрет хлопчика, Варшавський національний музей, Польща
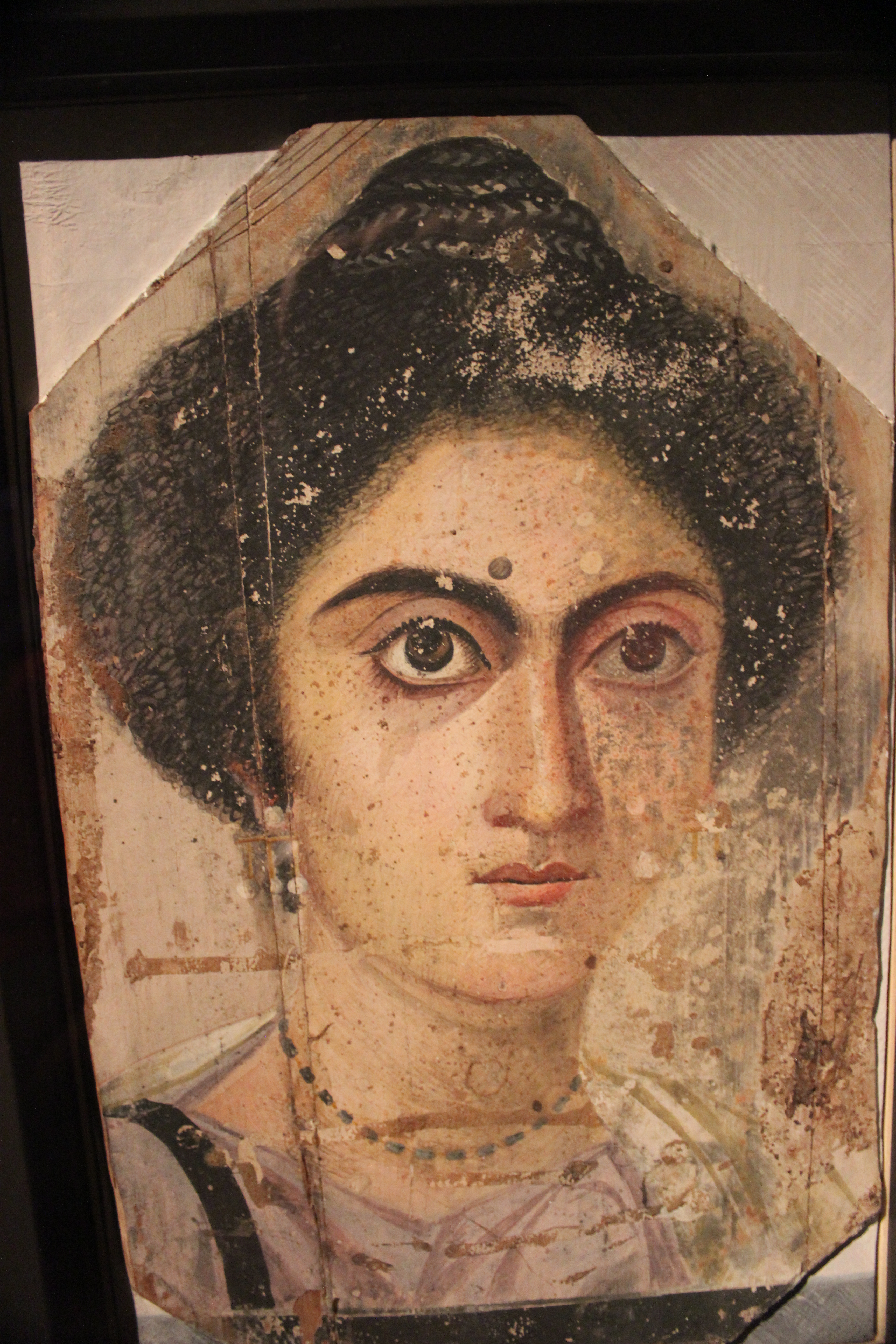
Портрет жінки, Єгипетський музей, Єгипет
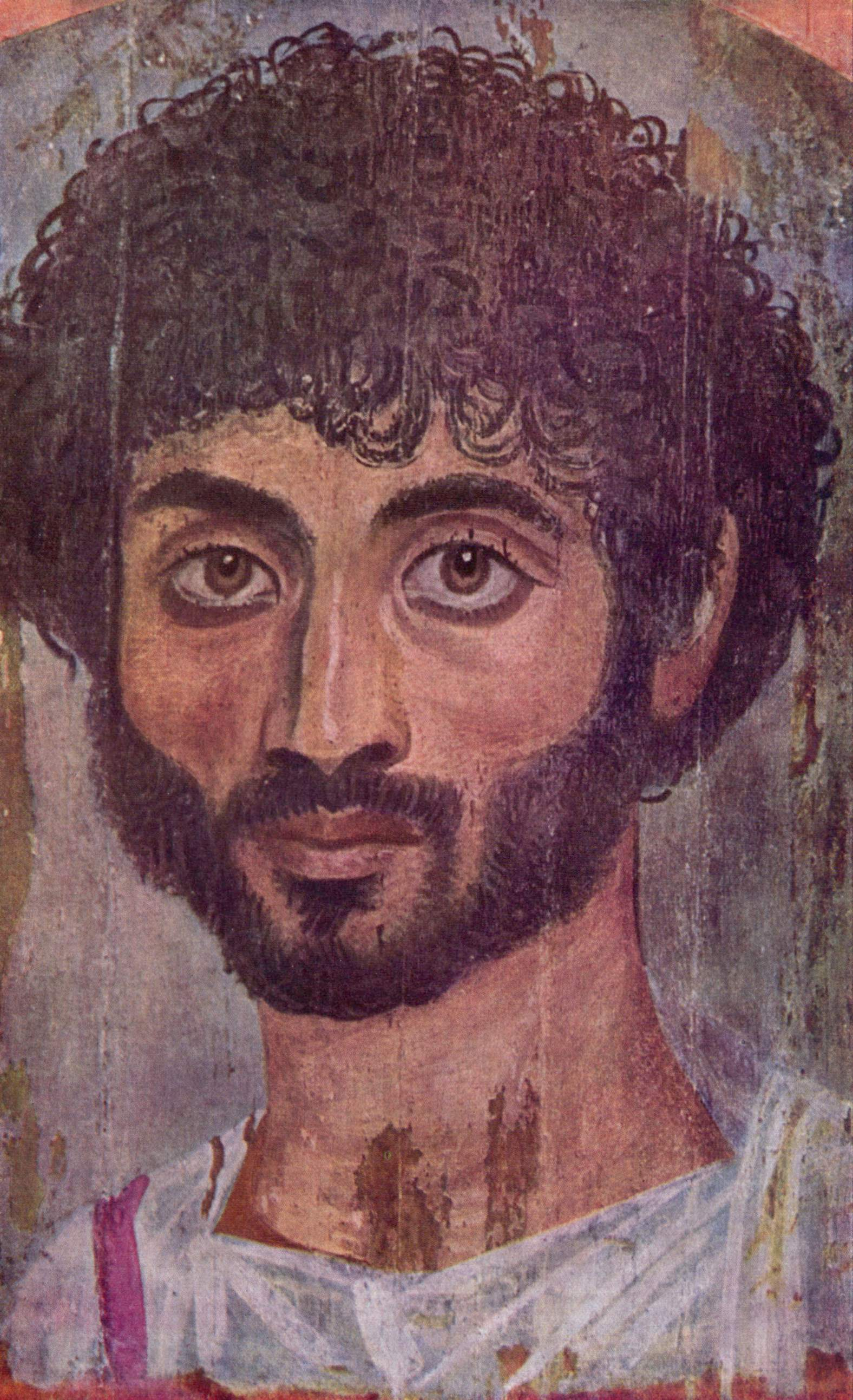
Портрет чоловіка, Музей мистецтва Метрополітен, США
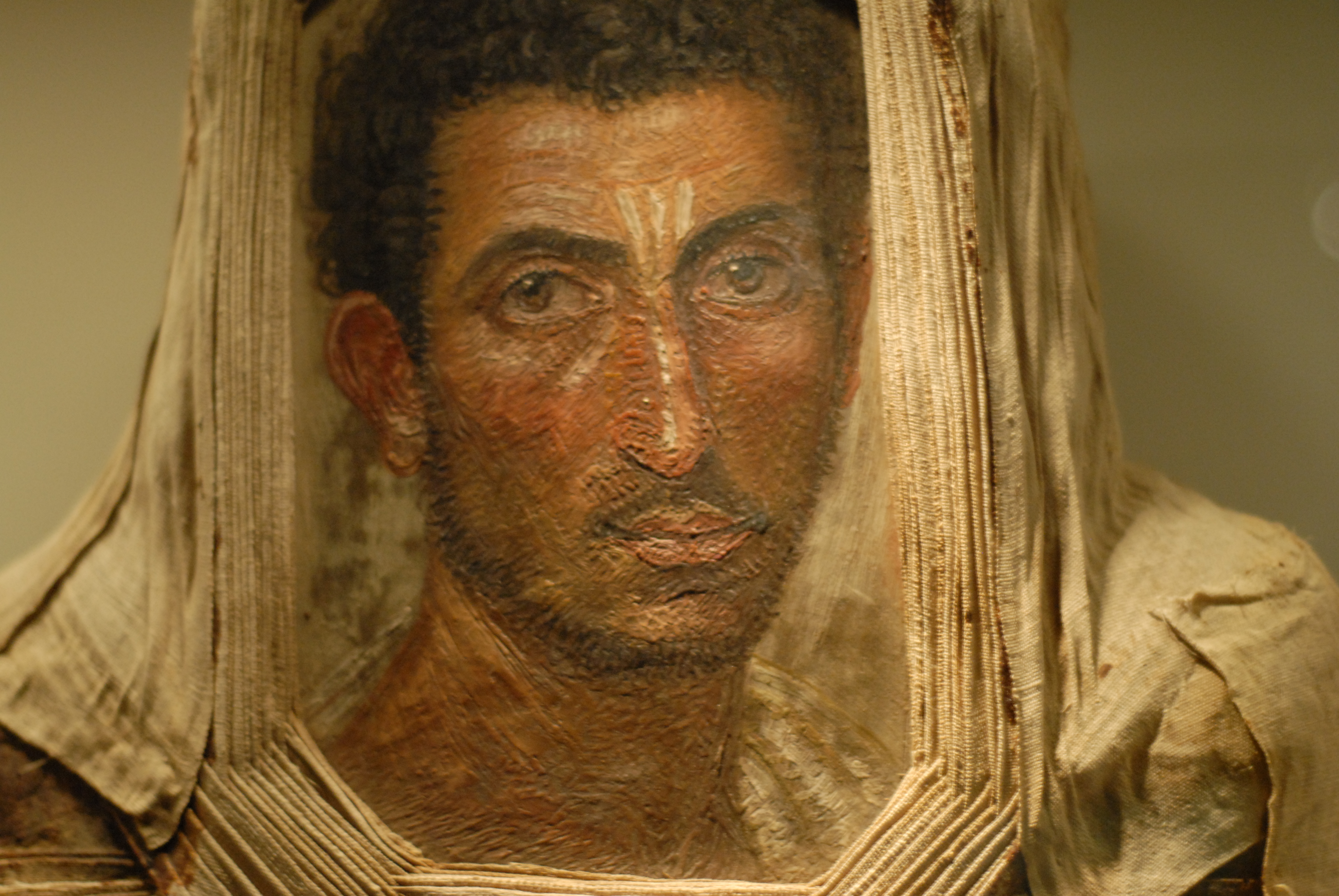
Портрет бородатого чоловіка, Единбург, Шотландський королівський музей, Сполучене королівство
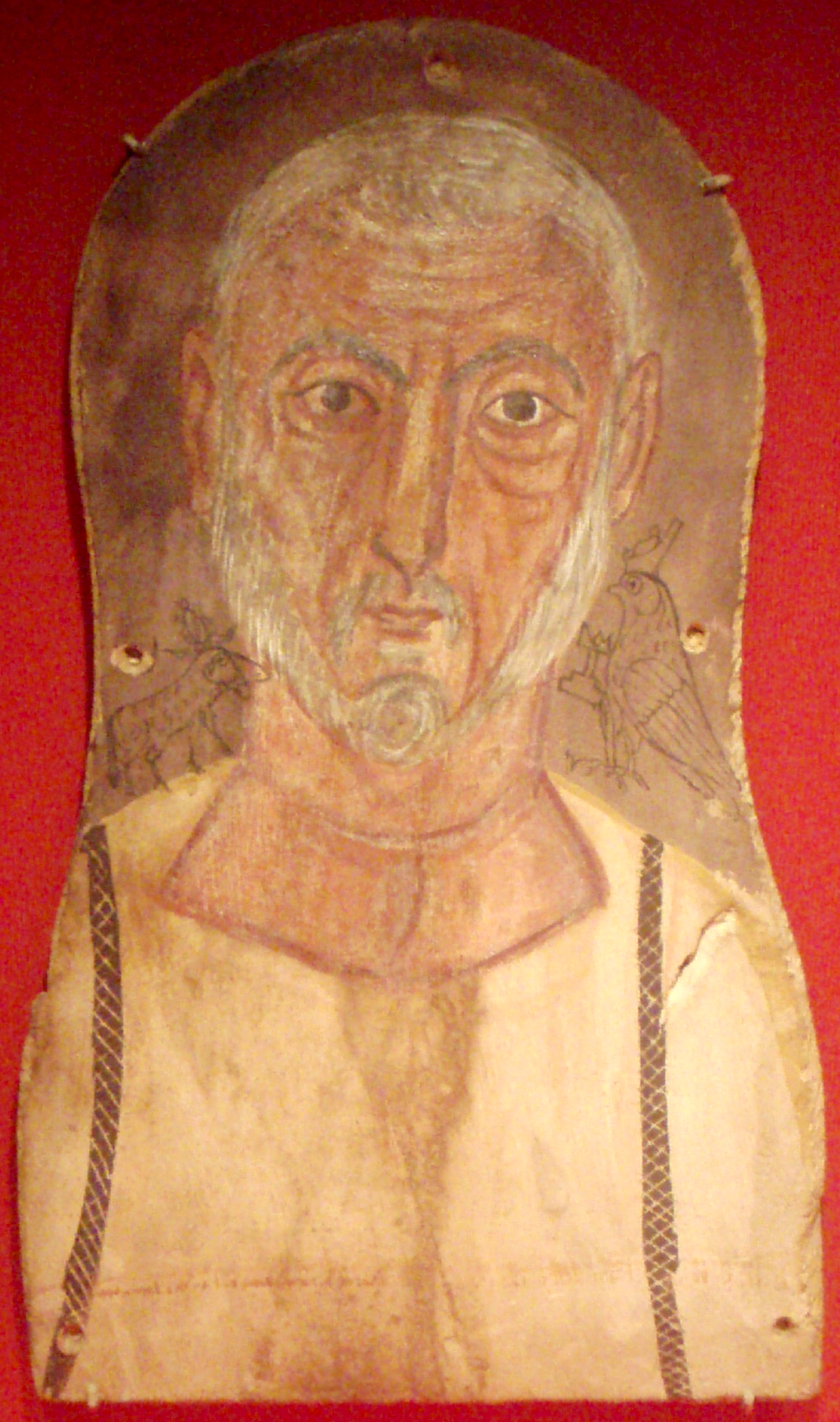
Один з небагатьох портретів літньої людини в супроводі єгипетських богів, Музей мистецтва Метрополітен
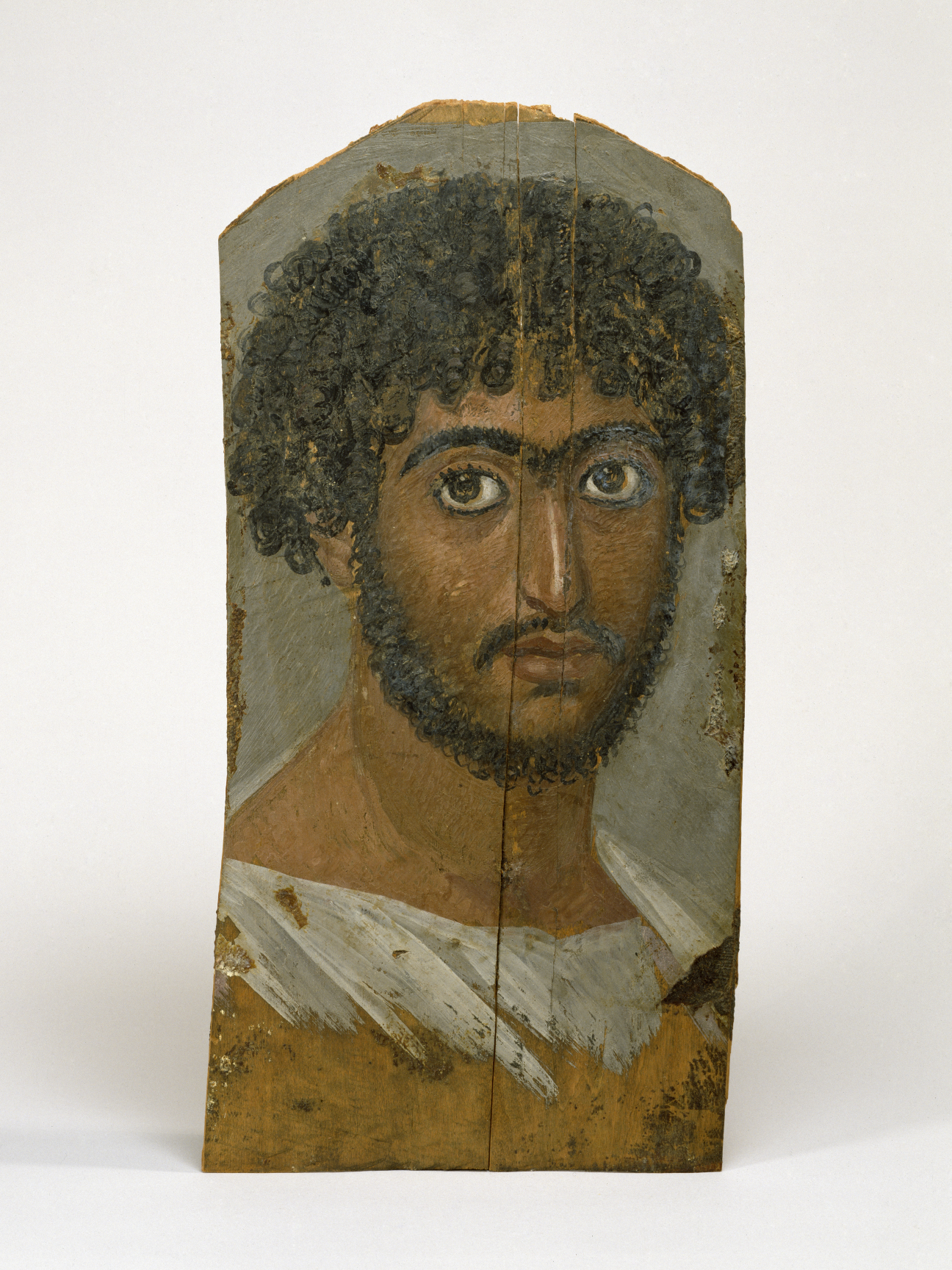
Чоловік з чорною бородою
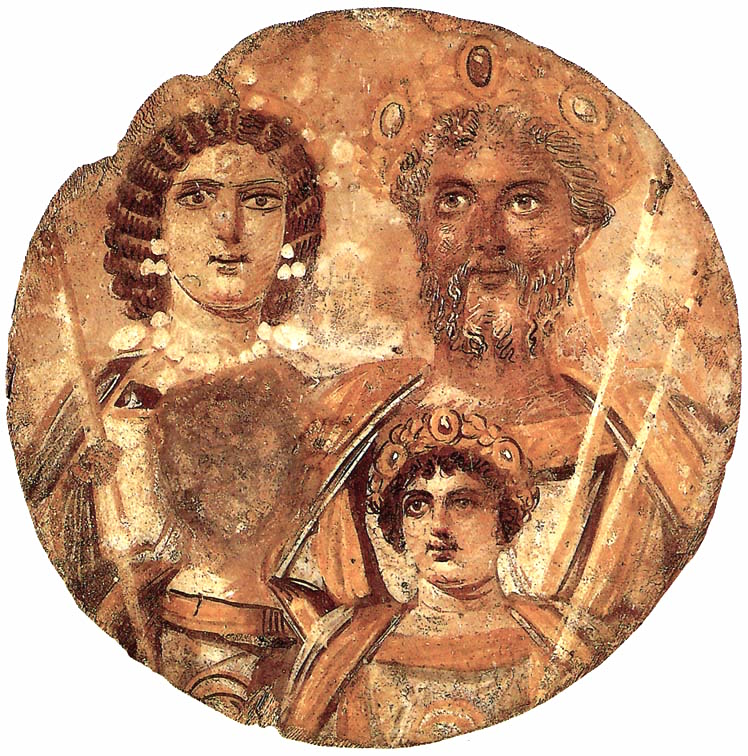
Тондо з зображенням Септимія Севера, його дружини Юлії Домни та дітей — Ґети та Каракалли. Після вбивства Ґети Каракаллою зображення Ґети були знищені (див. Damnatio memoriae). Темпера на деревині, Державний музей, Берлін
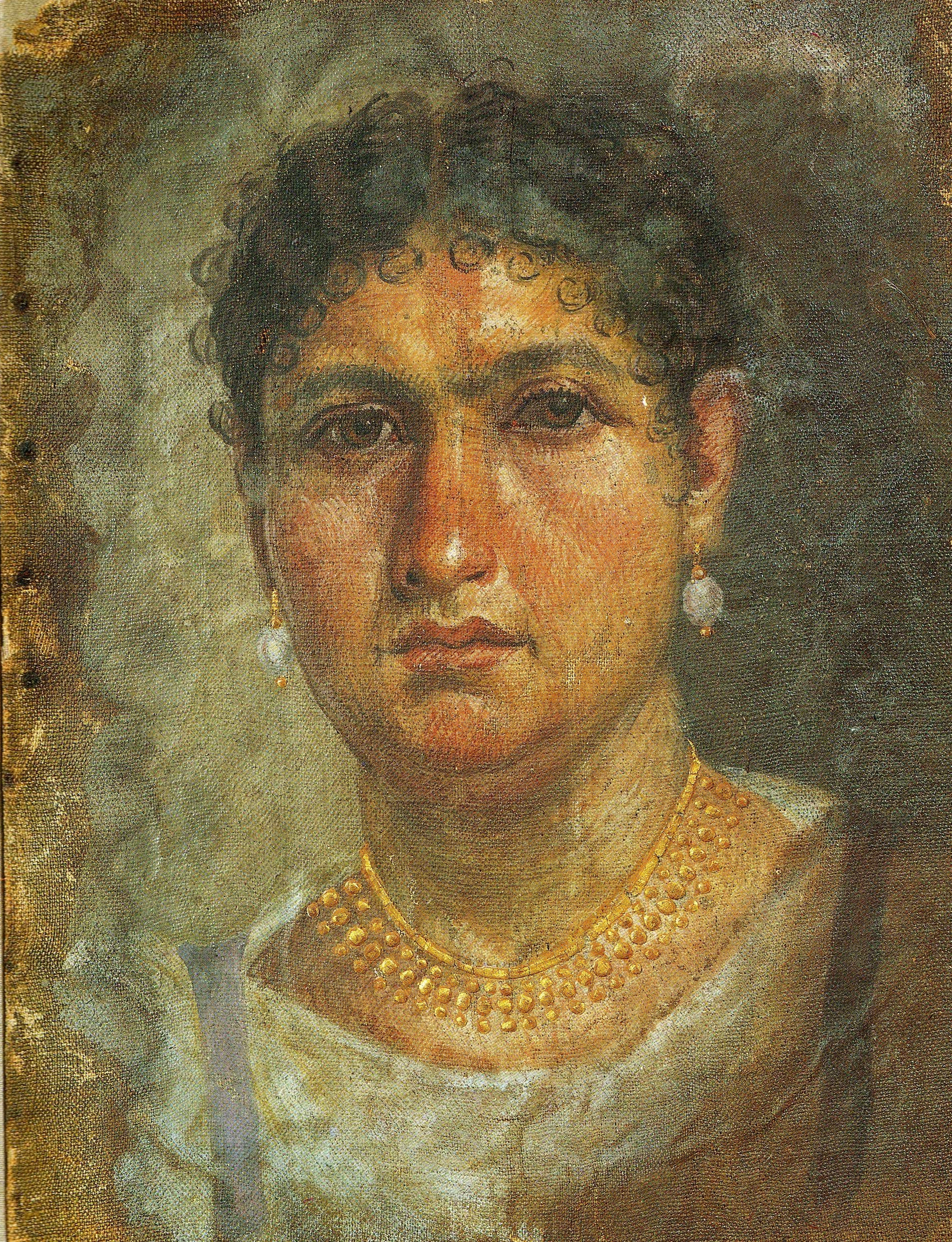
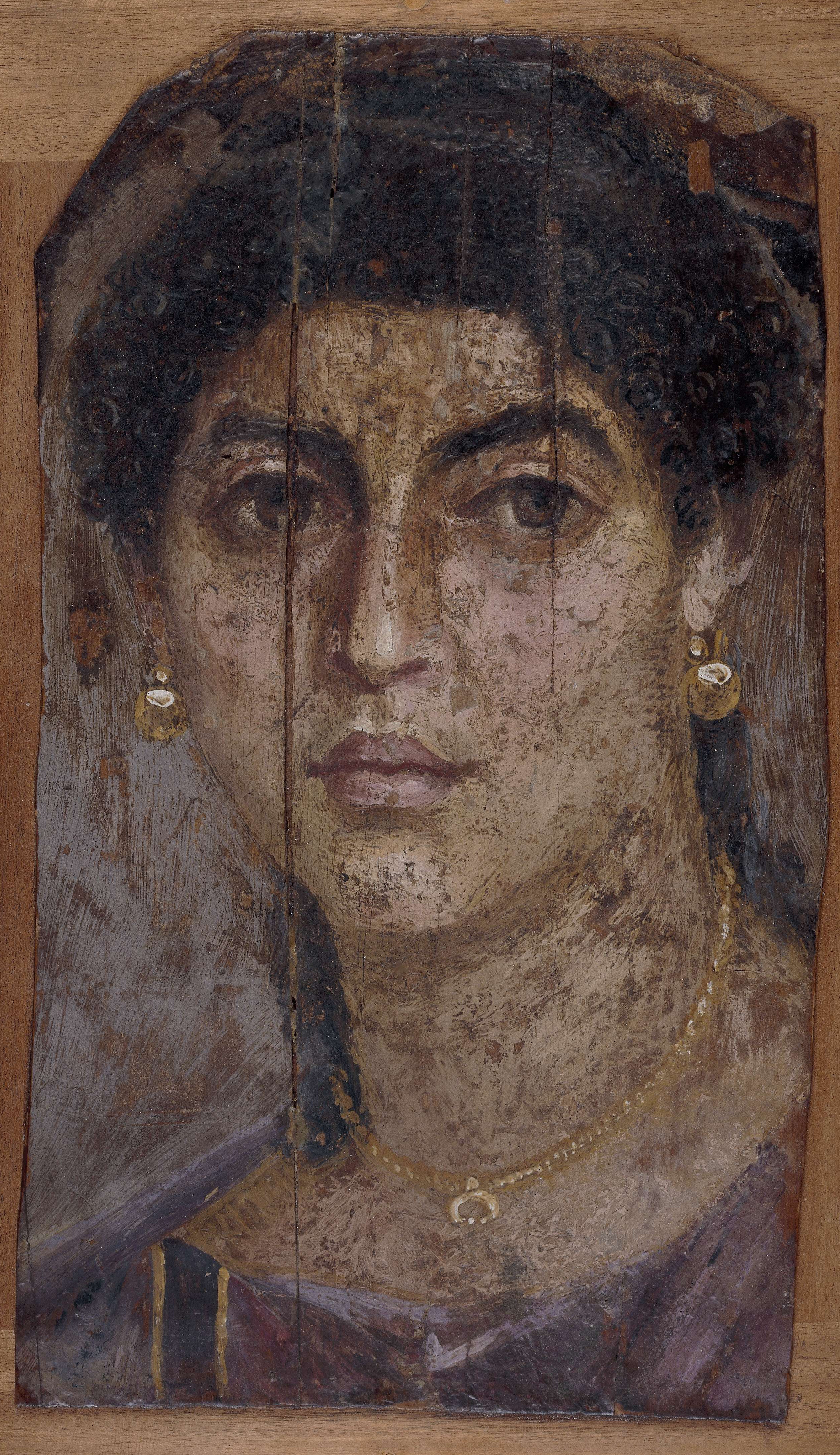
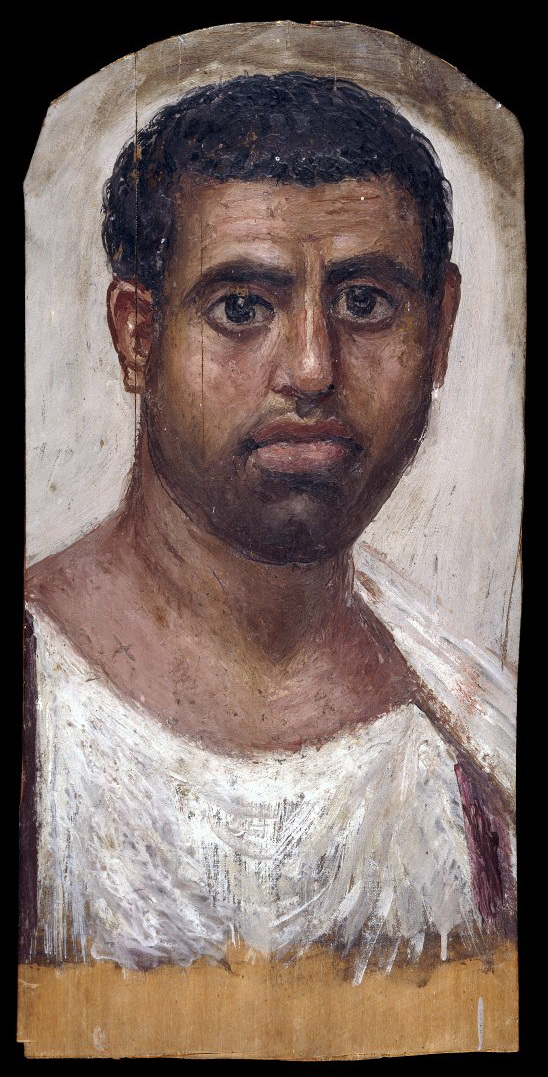
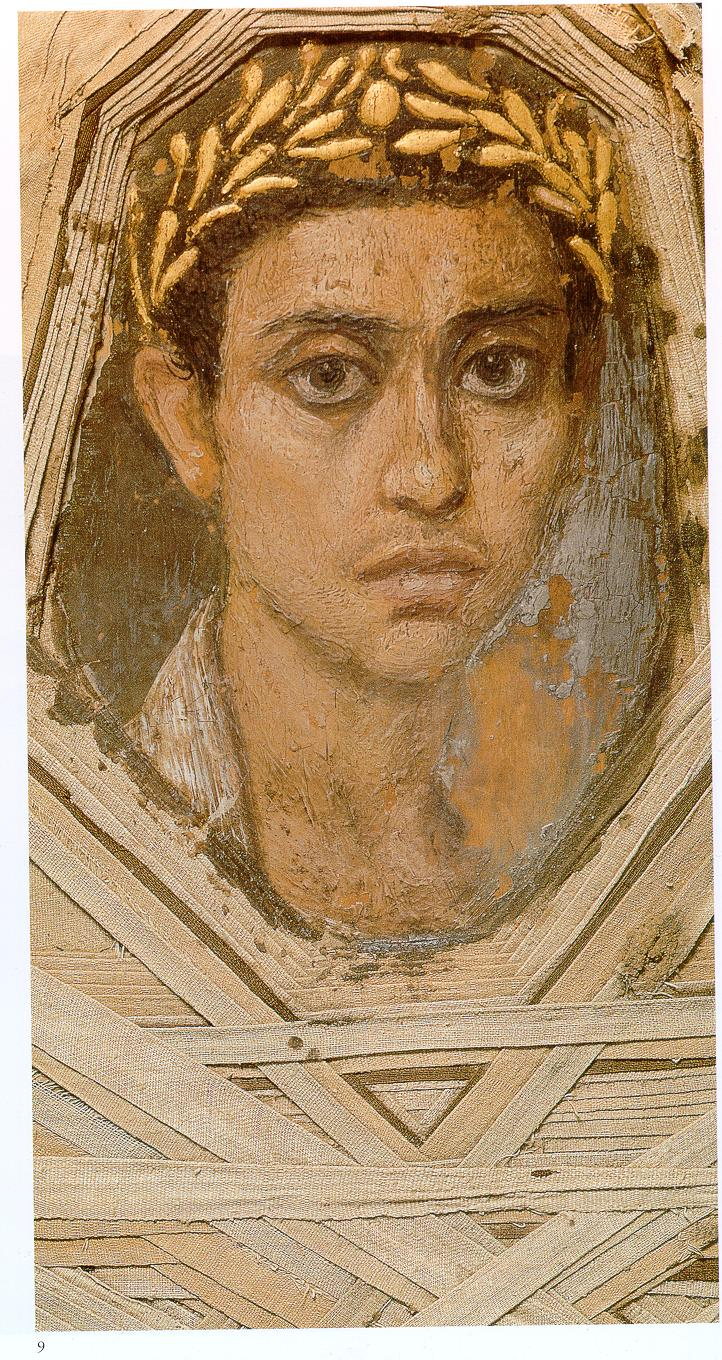
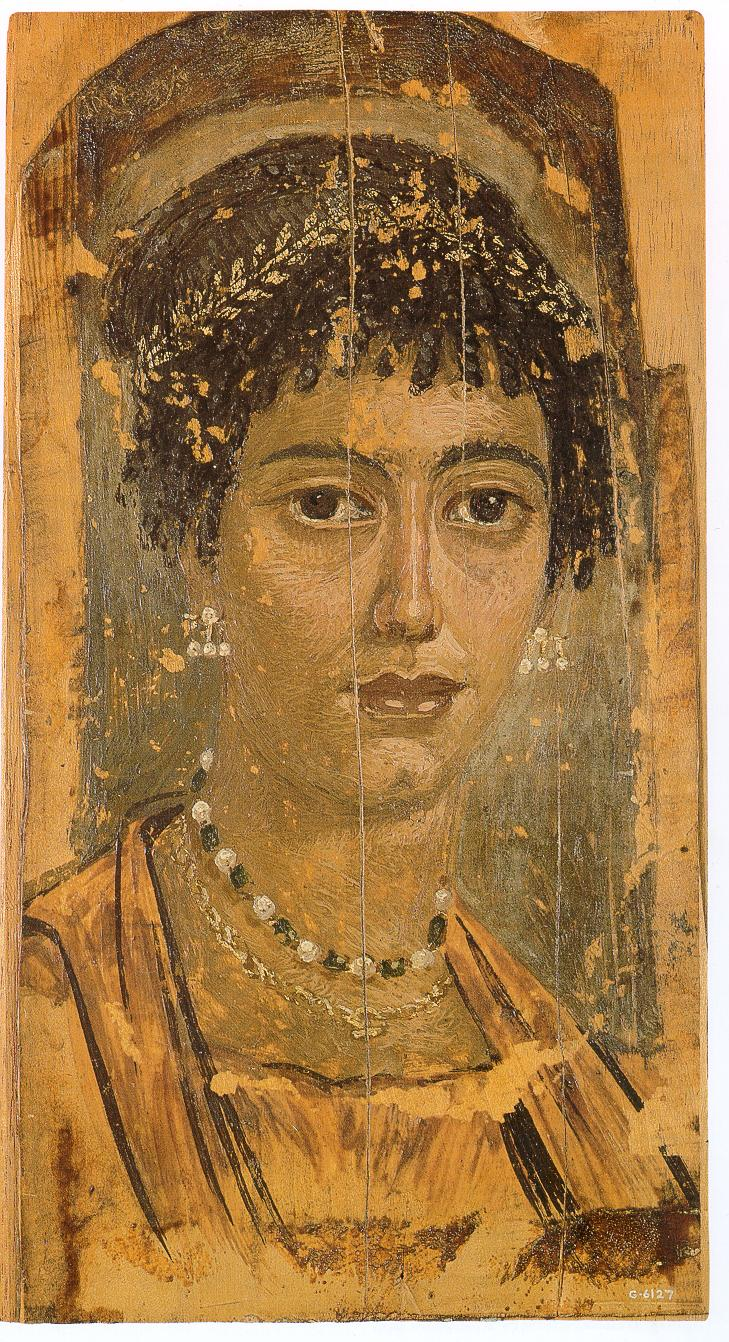
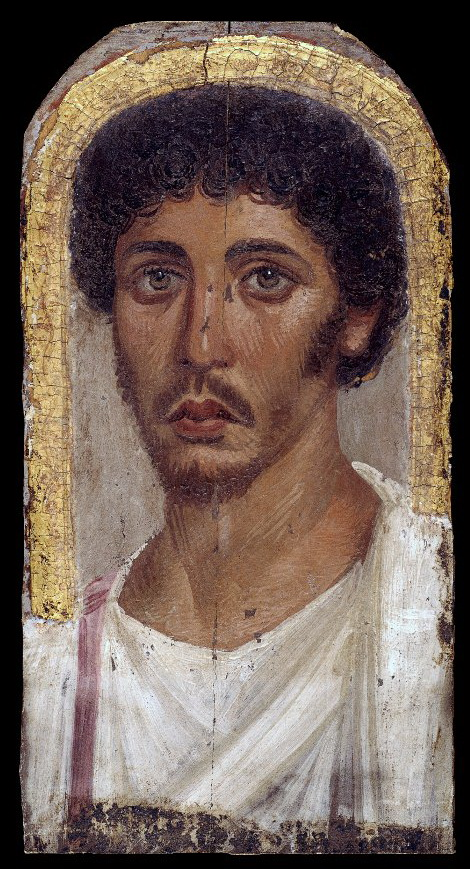
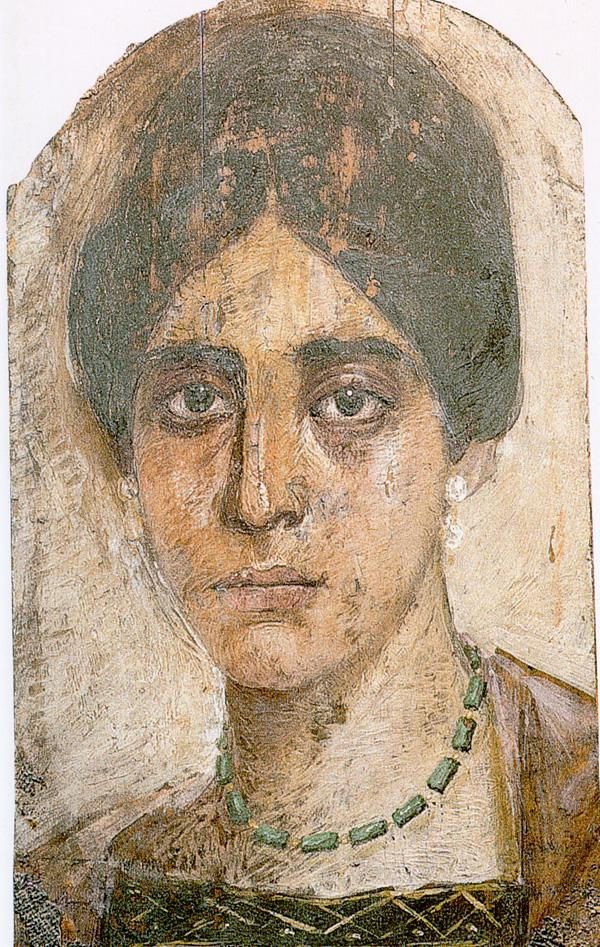
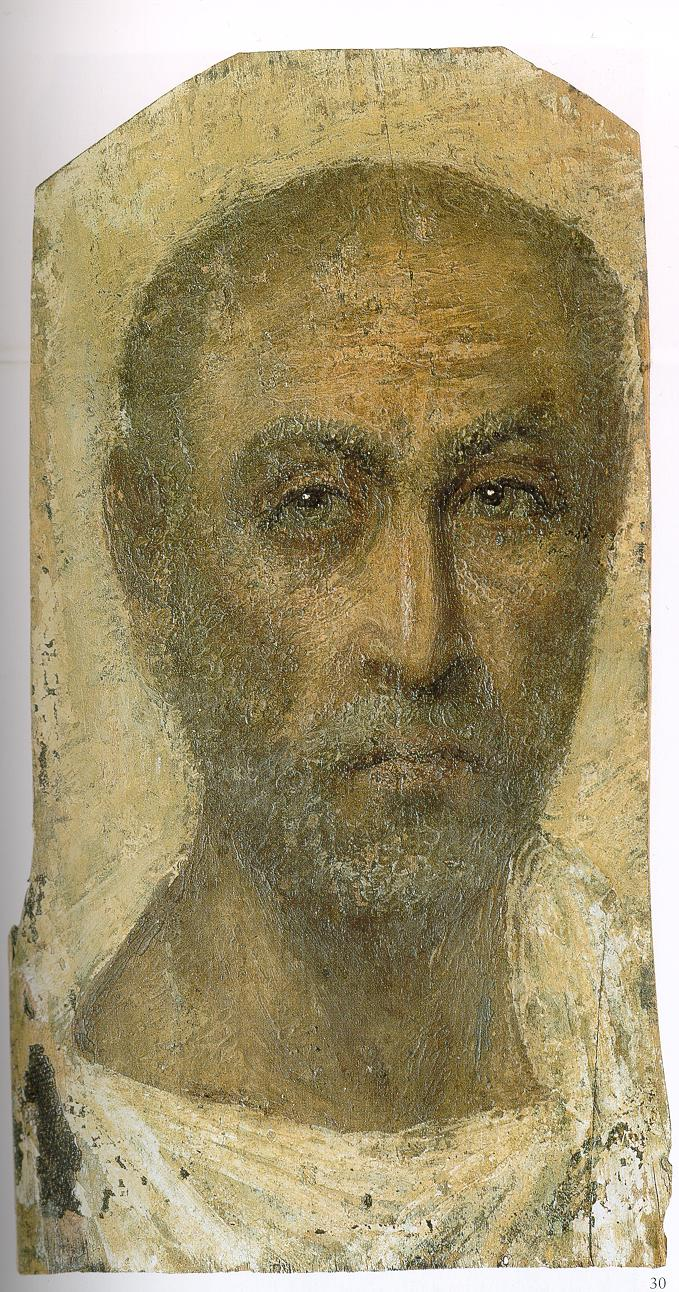
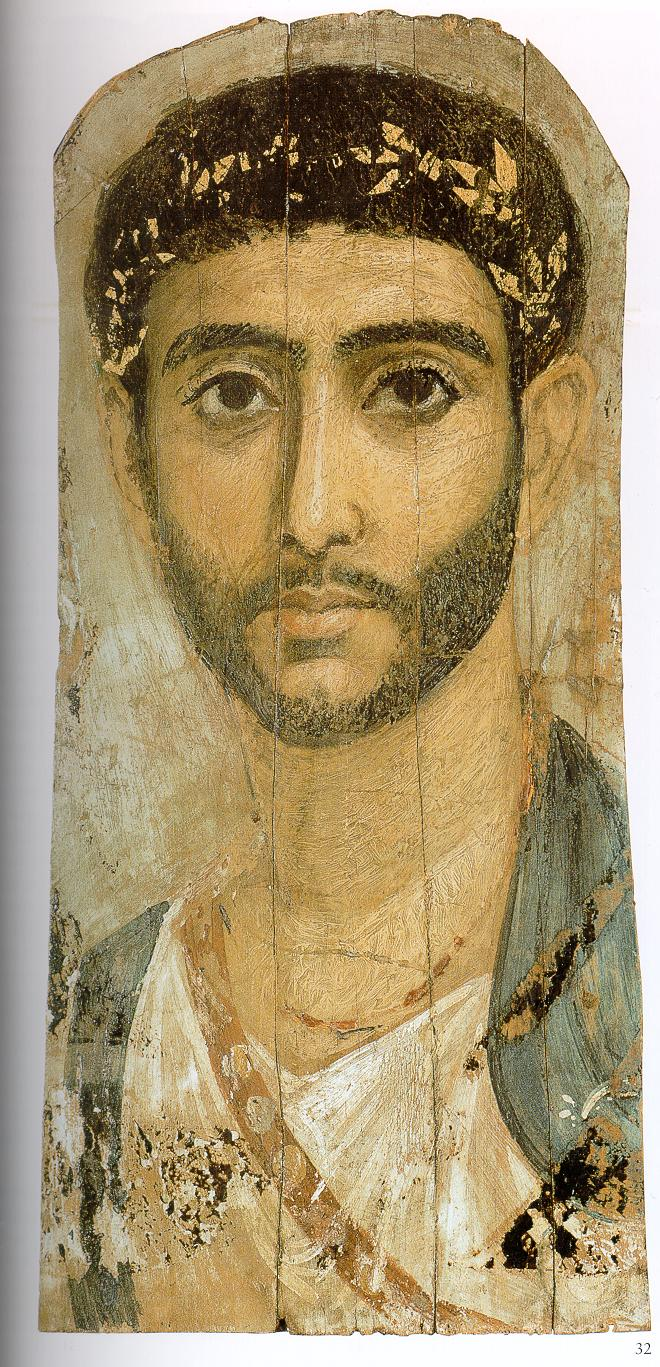
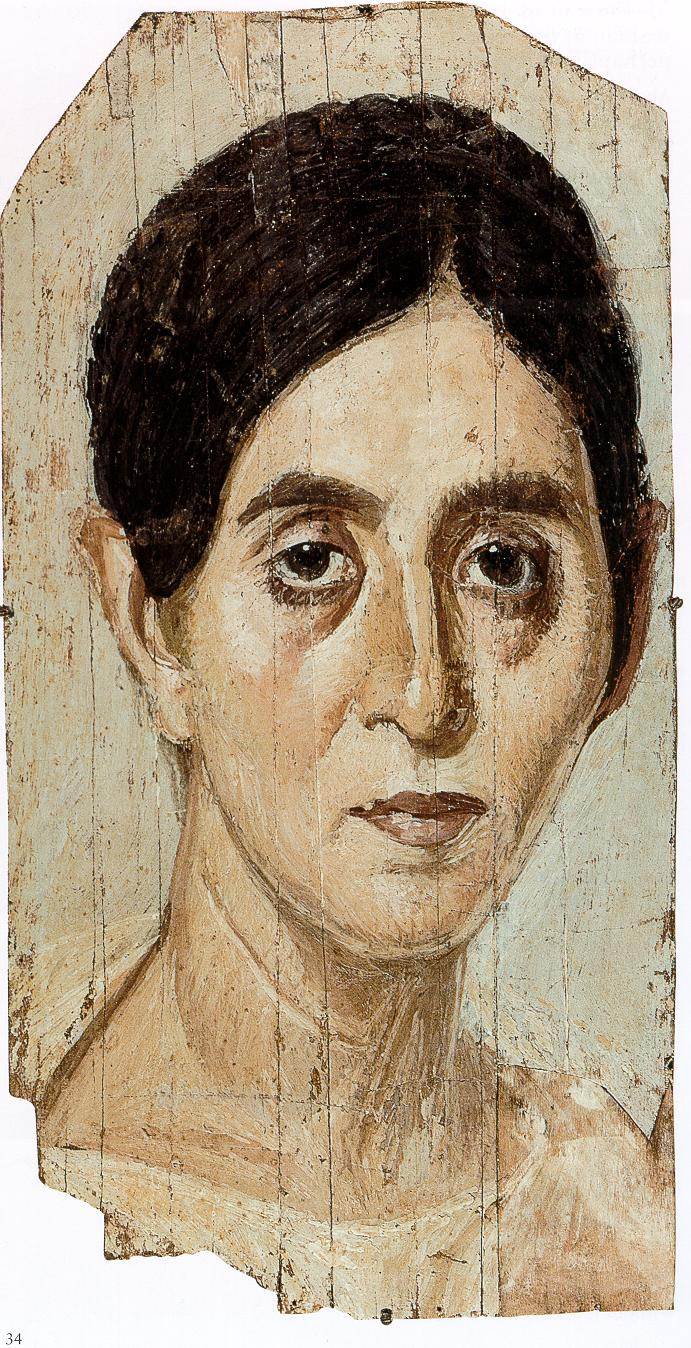
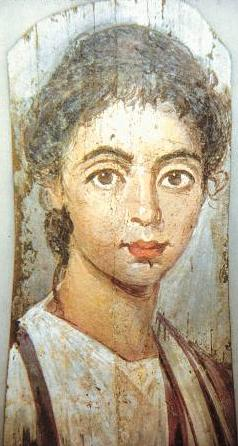
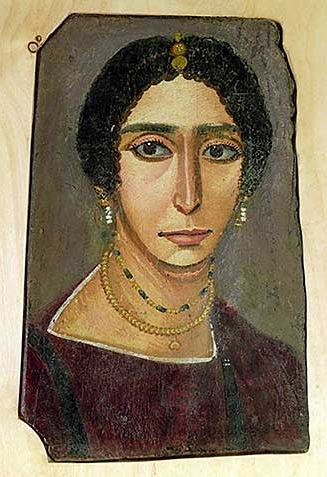
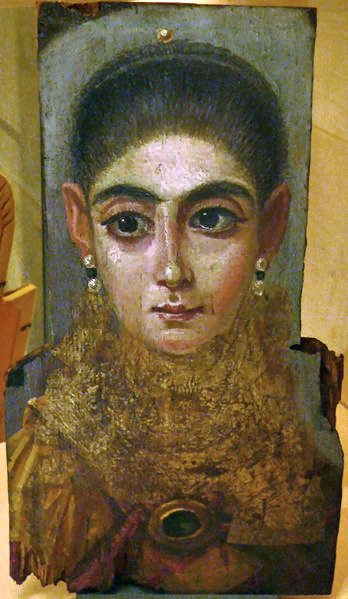